# Juan Roa Sierra
Juan Roa Sierra, född 4 november 1927 i Bogotá, Colombia, död 9 april 1948 i Bogotá, är mest känd för att han mördade Colombias liberala partis ledare och presidentkandidat Jorge Eliécer Gaitán den 9 april 1948. 
Sierra lynchades av en uppretad folkmassa strax efter att han hade skjutit Gaitán med tre skott. Mordet utlöste upplopp och andra våldsamheter i Colombia, benämnda La Violencia, som inte lade sig förrän ungefär tio år senare.